# Gottlieb Henn
Gottlieb Karl Johann Henn von Henneberg-Spiegel (12. září 1823 – 10. března 1899 Kostelní Bříza) byl český šlechtic, podnikatel a politik, na konci 19. století poslanec Českého zemského sněmu.

## Život

### Rodina
Roku 1878 se oženil s Arnoštkou Kopalovou.

### Panství Kostelní Bříza a Arnoltov
Gottlieb vlastnil v letech 1872–1899 velkostatek Kostelní Bříza a Arnoltov. Od roku 1895 byl zapsán jako patron zdejšího kostela a majitel několika dvorů v kraji. V roce 1899 předal všechny majetky své manželce (oficiálně po uzavření odevzdací listiny z 3. května 1901).

### Politické působení
V roce 1868 byl zmíněn jako c. k. komorník a předseda sokolovského okresního zastupitelstva. V období 1872–1878 a 1878–1880 byl poslancem Českého zemského sněmu. Roku 1880 rezignoval.

### Vojenská kariéra
V roce 1853 byl zmíněn jako rytmistr 3. dragounského pluku císaře Františka Josefa. V roce 1868 byl zmíněn jako major rakouskouherské armády.